# Žampašský viadukt
Der Žampašský viadukt (Žampacher Viadukt) ist eine Eisenbahnbrücke im Zuge der Bahnstrecke Čerčany–Vrané nad Vltavou in Tschechien. Sie gilt als eine der höchsten einetagigen Steinbogenbrücken Mitteleuropas. Bemerkenswert ist die Lage im Gleisbogen von nur 180 Metern Radius. Damit gehört der Žampašský viadukt zu den wenigen gemauerten Großbrücken, die im Bogen liegen und dazu eine Neigung aufweisen.

## Geschichte
Der Bau des Viaduktes begann im Jahre 1898. Auf der Baustelle waren etwa 200 Italiener beschäftigt, die bereits Erfahrungen beim Bau der Alpenbahnen gesammelt hatten.
Die verwendeten Werksteine aus Granodiorit kamen von den Steinbrüchen in Borek und Kamenný Přívoz. Sie wurden mit einer Feldbahn und einem zweigleisigen Schrägaufzug zur Baustelle transportiert. Insgesamt wurden 5 780 m³ gebrochene Steine, 600 m³ Quader, 450 m³ Gewölbesteine und 56 Stück Konsolen vermauert. Für den Bau des Lehrgerüstes wurden 488 m³ Rundhölzer und 750 m³ Pfosten verbraucht.
Am 1. Mai 1900 wurde die Bahnstrecke über die Brücke eröffnet.

## Namen
Offiziell haben Eisenbahnbrücken in Tschechien keinen Namen. Im Volksmund sind neben der verbreiteten Bezeichnung Žampašský viadukt weitere Namen in Gebrauch:
- Žampašský most (Žampacher Brücke)
- most na Žampachu (Brücke bei Žampach)
- Kocourský viadukt (Kocour-Viadukt)